# レギーナ・ジークムント
レギーナ・ジークムント（Regina Sigmund 1963年6月27日-) はドイツ出身の柔道選手。現役時代は72kg超級の選手。

## 人物
1982年の世界選手権無差別では3位となった。1987年に地元の西ドイツで開催された世界選手権72kg超級では決勝まで進むも、中国の高鳳蓮に有効で敗れて2位に終わった。翌年の1988年ソウルオリンピック(公開競技)では準決勝で高鳳蓮に横四方固で敗れて3位だった。1989年の世界選手権では決勝で高鳳蓮に判定で敗れてまたも2位に終わった。その後も1991年の世界選手権で5位になるなど一定の活躍をするものの、1992年バルセロナオリンピックには前年の世界選手権無差別で3位になったクラウディア・ヴェーバーに国内の代表争いで敗れて出場できなかった。引退後は弁護士となり、リュッセルスハイムに事務所を開設して活動している
。

## 主な戦績
(階級表記のない大会は全て72kg超級での成績)
- 1981年 - オランダ国際　優勝
- 1982年 - ドイツ国際　3位
- 1982年 - オランダ国際　3位
- 1982年 - イギリス国際　3位
- 1982年 - 世界選手権　無差別　3位
- 1983年 - ドイツ国際　3位
- 1984年 - オランダ国際　3位
- 1984年 - 世界学生　72kg超級　2位　無差別　2位
- 1985年 - オランダ国際　優勝
- 1985年 - 福岡国際　優勝
- 1986年 - ドイツ国際　優勝
- 1986年 - ヨーロッパ選手権　3位
- 1986年 - オランダ国際　優勝
- 1986年 - 世界選手権　5位
- 1986年 - 世界学生　72kg超級　3位　無差別　優勝
- 1987年 - ヨーロッパ選手権　2位
- 1987年 - オーストリア国際　2位
- 1987年 - イギリス国際　優勝
- 1987年 - 世界選手権　2位
- 1988年 - オランダ国際　3位
- 1988年 - ソウルオリンピック　3位
- 1988年 - 世界学生　無差別　2位
- 1989年 - イギリス国際　優勝
- 1989年 - オーストリア国際　2位
- 1989年 - ドイツ国際　優勝
- 1989年 - 世界選手権　2位
- 1990年 - ベルギー国際　2位
- 1990年 - オランダ国際　優勝
- 1990年 - ヨーロッパ選手権　2位
- 1990年 - オーストリア国際　3位
- 1990年 - 福岡国際　無差別　3位
- 1991年 - ドイツ国際　2位
- 1991年 - 世界選手権　5位
- 1992年 - ベルギー国際　3位